# Greta Schiller
Greta Schiller (Detroit, 21 de diciembre de 1954) es una directora de documentales estadounidense.

## Carrera
En 1976, dirigió el cortometraje Greta´s Girls, uno de los primeros cortometrajes independientes de temática lésbica. En 1981, participó en el documental Greetings from Washington, D.C. que trata de la primera marcha en Washington por los derechos LGBT de 1979 y también participó en Maxine Sullivan: Love To Be in Love. En 1985, Schiller, que vive de forma abierta su homosexualidad, dirigió con Andrea Weiss el documental Before Stonewall, que ganó dos premios Emmy y fue la primera película de temática LGTB financiada por la Corporation for Public Broadcasting.
En 1984, Schiller fundó junto con Andrea Weiss la productora audiovisual Jezebel Productions. Realizó películas de carácter educativo basadas en historias en primera persona. La productora tuvo presencia en la ciudad de Nueva York y desde 1998 también en Londres. Tuvo influencia de los movimientos sociales de la nueva izquierda, el feminismo y la liberación gay de los años 70.
En 1986, dirigieron Internacional Sweethearts of Rhythm, un documental que da visibilidad a las mujeres músicas afroamericanas de las décadas de los años 30 y 40. En 1988, produjeron una película de amor titulada Tiny & Ruby: Hell Drivin' Women, y en 1996 el documental Paris Was a Woman, sobre las mujeres artistas en el París de los años 20. Este proyecto fue un acto de amor a cuya producción  dedicaron cinco años. Schiller y Weiss eran expertas en diferentes áreas, lo que influyó su producción audiovisual. Schiller produjo Escape To Life: The Erika and Klaus Mann Story (dirigido por Weiss). En 2000, Schiller dirigió The Man Who Drove With Mandela y en 2001 I Live At Ground Zero. Tiempo después, en 2011, produjo y dirigió No Dinosaurs in Heaven, sobre la infiltración de la doctrina creacionista en la educación de ciencia.
Schiller recibió una beca Fulbright de las Artes en Cine y subvenciones de múltiples organizaciones.

## Películas
Before Stonewall combina entrevistas y extractos audiovisuales sobre la historia la comunidad LGTB desde comienzos del siglo XX hasta los años 60. La revista The Advocate califica a Schiller como una directora de mucho talento y la guía Time Out New York escribió que París Was a Woman podría hacer que algunos espectadores «quieran dejar a su esposa y mudarse a París». El autor de Black Popular Culture eligió una fotografía de la película Love To Be in Love como portada de su libro. El Atlantic Journal escribió que International Sweethearts of Rhythm "hace que celebres que el género documental se haya inventado."

## Premios y nominaciones
Schiller ha ganado varios premios a lo largo de su carrera. Por Before Stonewall fue premiada en el Festival Internacional de Cine Gay y Lésbico de Torino, y nominada por el Gran Jurado en el Festival de Cine de Sundance. Tiny and Ruby: Hell Divin' Women ganó un teddy en el Festival Internacional de Cine de Berlín. En 1999, The Man Who Drove with Mandela recibió un teddy como Mejor Documental, también premiado como Mejor Documental en el Festival Internacional de Cine de Newport y en el Festival Internacional de Cine Lésbico y Gay de Milán.

## Filmografía
- Greta's Girls (1978)
- Before Stonewall (1984)
- International Sweethearts of Rhythm (1986)
- Tiny and Ruby: Hell Divin' Women (1989)
- Woman of the Wolf (1994)
- Paris was a Woman (1996)
- The Man Who Drove with Mandela (1999)
- I Live at Ground Zero (2002)
- No Dinosaurs in Heaven (2010)